# 葛福鴻
葛福鴻，是一名台灣綜藝節目製作人、經紀人，福隆製作公司代表製作人，東風衛視董事長。中國文化大學戲劇系畢業後在美國攻讀傳播學，1979年學成回到台灣、進華視做節目，曾製作華視兒童節目《嘎嘎嗚啦啦》、華視深夜訪談節目《今晚有約》、華視深夜音樂節目《今宵花月夜》、公共電視節目《角色顯影》。
葛福鴻被稱為台灣的「綜藝之母」、「綜藝教母」，她把台灣的綜藝節目從單純的唱歌跳舞、甚至過時的秀場形態，變成多元化、結合時事、嘲諷、資訊的年輕新類型。她製作出如「夏日假期」、「歡樂週末派」、「連環泡」、「超級星期天」等膾炙人口的節目。

## 相關網站
到底怎麼改維基百科。